# Téthys II
Die Téthys II ist ein französisches Forschungsschiff des CNRS-INSU.

## Allgemeines
Das Schiff wurde auf der Werft Piriou in Concarneau gebaut und im August 1993 abgeliefert.
Die Schiffsbesatzung besteht aus sieben Personen. Auf Tagesfahrten, bei denen sich das Schiff nicht weiter als 20 Seemeilen von der Küste entfernt, können zwölf weitere Personen eingeschifft werden. Bei längeren Fahrten ist an Bord für acht weitere Personen Platz. Das Schiff ist für Fahrten bis zu 200 Seemeilen vor der Küste zugelassen. Es kann bis zu zehn Tage auf See bleiben.
Das Schiff wird in erster Linie im Mittelmeer für verschiedene Forschungsaufgaben eingesetzt.

## Technische Daten und Ausstattung
Der Antrieb des Schiffes erfolgt durch einen Poyaud-Dieselmotor mit 478 kW Leistung (Typ: UD 25V12), der auf einen Propeller wirkt. Für die Stromerzeugung stehen ein Dieselgenerator mit 85 kVA Scheinleistung und ein Dieselgenerator mit 55 kVA Scheinleistung zur Verfügung.
An Bord befinden sich zwei Laborräume, ein 9,4 m² großes Nasslabor und ein 4,5 m² großes Mehrzwecklabor. Hinter den Decksaufbauten mit dem Steuerhaus befindet sich ein 22 m² großes, offenes Arbeitsdeck. Hier ist ein Stellplatz für einen 10-Fuß-Container vorhanden.
Das Schiff ist mit verschiedenen Winden sowie Sonar, Echolot und weiteren für die Forschung benötigten Geräten ausgerüstet. Auf der Steuerbordseite befindet sich ein Kran, der etwa eine Tonne heben kann. Außerdem verfügt das Schiff über einen schwenkbaren Heckgalgen.